# Lofta socken
Lofta socken i Småland ingick i Norra Tjusts härad, ingår sedan 1971 i Västerviks kommun i Kalmar län och motsvarar från 2016 Lofta distrikt.
Socknens areal är 113,13 kvadratkilometer land. År 2000 hade den 529 invånare. Kyrkbyn Lofta med sockenkyrkan Lofta kyrka ligger i socknen. 

## Administrativ historik
Lofta socken har medeltida ursprung. 1609 utbröts Loftahammars socken.
Vid kommunreformen 1862 övergick socknens ansvar för de kyrkliga frågorna till Lofta församling och för de borgerliga frågorna till Lofta landskommun. 1931 utbröts en del av församlingen och landskommunen till Överums församling och landskommun (hemmanen Reverum, Ryvenäs och Olserum samt lägenheten Järnvägstomtem 2). Landskommunen inkorporerades 1952 i Gamleby landskommun, som 1971 uppgick i Västerviks kommun 1974 överföres jordeboksenheten Stäket till Gamleby socken (församling). Samtidigt överfördes till Västerviks församling det så kallade Norrlandet: jordeboksenheterna Segersgärde, Hälgsjö, Vålningebo, Sandebo, Gnällebo, Stuverum, Strömmen, Piperskärrskogen, Hagaberg, Lugnet, Ekdalen, Piperskärr, Tistedalen, Norrlandet, Gröndalen, Grantorpet, Vitudden, Ekvik, Rutsberg och Norrlandshage.
1 januari 2016 inrättades distriktet Lofta, med samma omfattning som församlingen hade 1999/2000.  
Socknen har tillhört samma fögderier och domsagor som Norra Tjusts härad. De indelta soldaterna tillhörde Andra livgrenadjärregementet, Tjusts kompani. De sexton indelta båtsmännen tillhörde Tjusts båtsmanskompani.

## Geografi och natur
Lofta socken ligger nordost om Gamleby innanför Gudingefjärden och med sydöstra halvön Norrlandet söder om denna och norr om Gamlebyviken. Socknen är ett kustlandskap där bördiga slättområden omväxlar med bergiga skogspartier och med en innerskärgård med några öar.  De största insjöarna är Ryven som delas med Överums socken, Borgsjön som delas med Västra Eds socken och Dynestadsjön som delas med Gamleby socken.
Det finns två naturreservat i socknen: Segersgärde och Kvarntorpet som delas med Gamleby socken ingår i EU-nätverket Natura 2000 medan Bergholmen är ett kommunalt naturreservat.
Det har funnits hela sex sätesgårdar i socknen: Åkerholms säteri, Överums bruk, Nygårds säteri, Vinö säteri, Ottinge säteri och Hasselby säteri.
Gästgiverier fanns i Vida och Fästad.
Socknen genomkorsas av europaväg 22, från vilken länsväg 213 leder österut från Björnsholm mot Loftahammar. Länsväg 872, fd 35, leder från Björnsholm mot Överum.

### Geografiska avgränsningar
I nordost avgränsas socknen av fjärden Syrsan. I öster ligger de små fjärdarna Bårlösen samt Bergholmsfjärden. Dessa båda avskiljs av Strömsholmen, över vilken länsväg 213 går. En bro leder från Strömsholmen österut över sundet mellan Bårlösen och Bergholmsfjärden. I sydost ligger den stora fjärden Gudingen.
Administrativt avgränsas Lofta socken i öster av Loftahammars socken. I nordost och norr ligger Västra Eds socken och i väster ligger Överums socken.
I sydväst avgränsas församlingen av Gamleby socken och längst i söder av Västerviks församling.
I Gudingens södra del, mellan Norrlandet (Västerviks församling) och Vidö (Loftahammars socken) ligger "tresockenmötet" Lofta-Västervik-Loftahammar.
Bland de större öarna inom socknen återfinns Stora Rätö, Lilla Rätö, Förö och Långö.

## Fornlämningar
Kända från socknen är 15 hällristningar och ett flertal gravrösen från bronsåldern samt mer än ett dussin gravfält med domarringar och sex fornborgar från järnåldern. Även kända är två runristningar och en borglämning vid sjön Ryvens norra strand.

## Befolkningsutveckling
Befolkningen ökade från 2 087 1810 till 3 296 1880 varefter den med någon variation minskade till 1 170 1970. Därefter mer än halverades befolkningen till följd av de administrativa förändringar som beskrivs ovan till 565 1980 och minskade ytterligare till 537 1990.

## Namnet
Namnet (1333 Loptho) kommer från kyrkbyn. Namnet är troligen baserat på ordet loft,'övervåning, upphöjning' syftande på höjden där kyrkan ligger. Alternativt har föreslagit tolkningen att ordet är taget från Loftaån, som dock inte går nära kyrkplatsen.

## Personer med anknytning till socknen

### Levande
- Conny Torstensson (1949-), fotbollsspelare
- Inger Andersson (1950- ), fd. generaldirektör Livsmedelsverket

### Döda
- Anton Sjögren (1822-1893), geolog och mineralog
- Clas Blechert Trozelius (1719-1794), professor
- Gunnar Dahlberg (1893-1956), läkare och rasbiolog
- Ivan Svanström (1918-1984), lantbrukare och riksdagspolitiker
- Jonas Kjernander (1721-1778), läkare
- Peter Risberg (1852-1926), kyrkoherde och riksdagsman
- Petrus Ödström (1868-1929), godsägare och politiker
- Sigurd Carlsson (1870-1951), lantbrukare och politiker
- Sixten David Sparre (1787-1843), friherre
- Thure Ekenstam (1829-1895), riksdagsman